# GE 브라지우
그레미우 이스포르치부 브라지우는 브라지우 지 펠로타스로 잘 알려진 브라질의 축구단으로 히우그란지두술주의 펠로타스를 연고로 한다. 현재 캄페오나투 브라질레이루 세리에 B에 참가하고 있다.

## 선수 명단

### 현역
참고: FIFA 자격 규정에 따라 소속된 국가대표팀 국기를 표시합니다. 선수는 복수의 FIFA 비회원국 국적을 가지고 있을 수 있습니다.
| 번호 | 포지션 | 국적 | 이름 |
| ---- | ------ | ---- | ---- |

| 번호 | 포지션 | 국적 | 이름 |
| ---- | ------ | ---- | ---- |

## 역대 감독
| 감독                   | 임기 |
| ---------------------- | ---- |
| 루이스 펠리피 스콜라리 | 1983 |
| 루이스 펠리피 스콜라리 | 1986 |
| 레안드루 코스타 미란다 | 2015 |